# Nijō Michinaga
Nijō Michinaga (二条 道良, [1234-1259] Erro: {{japonês}}: texto da transliteração contém caractere não latino (pos 9) (ajuda)) nobre do Período Kamakura da história do Japão.

## História
Michinaga foi o filho mais velho de Nijō Yoshizane em 1244  foi nomeado Assistente de Chūnagon, em 1246 obteve a classificação de Junii (segundo escalão). Em julho de 1252 foi promovido a Udaijin, e em novembro do mesmo ano promovido a Sadaijin.
Em 1257 obteve a classificação de Shōichii (primeiro escalão inferior), tornou-se monge em 8 de novembro de 1259 e 44 dias depois morreu em 22 de dezembro.

| Precedido por Kujō Tadaie          | 102º Udaijin (1252 - 1252) | Sucedido por Kasannoin Sadamasa |
| Precedido por Takatsukasa Kanehira | 65º Sadaijin (1252 - 1259) | Sucedido por Saionji Kinsuke    |